# Vestmannabjørgini
Vestmannabjørgini er et ca. 6 km langt bjergområde med fuglefjelde ca. 7 sømil nord for bygden Vestmanna på øen Streymoy, Færøerne. Før i tiden drev man fuglefangst ved de lodrette fjelde, som rejser sig lodret flere hundrede meter op af havet. Langs med den høje bjergmur står der en række fritstående klipper, hvoraf den højeste er 155 meter.
Fra klippen Heygadrangur hang der før i tiden en kæde, som fuglefangerne brugte til at hejse sig op på klippen med. Her har man fanget i tusindvis af lunder i de gode år. Om foråret hejser man også i nutiden fårene ned på fjeldsidehylderne, hvor de græsser på det fuglegødede græs. Først om efteråret når de skal slagtes, hejses de op igen.
Sightseeingsbådene sejler fra Vestmanna om sommeren ud til Vestmannabjørgini. Efter bugten Seyðskorargjógv sejler bådene med nedsat hastighed ind mellem de fritstående klipper, ind i grotterne, formet af brændingen igennem tusinder af år, og tæt ind til de op til 600 m høje lodrette klippesider, hvor de mange søfugle yngler. Fra juni til august kan bl.a. følgende fuglearter observeres: lomvie, lunde, mallemuk, skarv, måge, ride og alk. Se også Færøernes fugle

I sommerperioden, hvis vejret tillader det, sejler to firmaer fra Vestmanna med turbåde, 2 timers sightseeingsture ud til Vestmannabjørgini.
- Vestmanna
- Vestmannasund
- På vej ud af en grotte
- Saksunadrangur 53 m syd for Saksun